# Norwegische Badmintonmeisterschaft 1975
Die Norwegische Badmintonmeisterschaft 1975 fand am 13. und 14. April in Kolbotn und Akershus statt. Es war die 31. Austragung der nationalen Meisterschaften von Norwegen im Badminton.

## Finalergebnisse
| Disziplin    | Sieger                          | Finalist                          | Ergebnis |
| ------------ | ------------------------------- | --------------------------------- | -------- |
| Herreneinzel | Haakon Ringdal                  | Knut Engebretsen                  | 2:1      |
| Dameneinzel  | Kari Histøl                     | Else Thoresen                     | 2:0      |
| Herrendoppel | Haakon Ringdal Petter Thoresen  | Harald Nettli Knut Engebretsen    | 2:0      |
| Damendoppel  | Else Thoresen Bodil Bugge Aabol | Kari Histøl Wenche Tønnesen       | 2:1      |
| Mixed        | Hans Sperre Else Thoresen       | Petter Thoresen Inger Mette Olsen | 2:0      |